# Gruppen De gröna/Europeiska fria alliansen
Denna artikel behandlar den nuvarande partigruppen och alla dess föregångare.
Gruppen De gröna/Europeiska fria alliansen (De gröna/EFA-gruppen eller G/EFA-gruppen) är en partigrupp i Europaparlamentet bestående av 53 ledamöter från pro-europeiska gröna och regionalistiska partier. Gruppen utgörs till största delen av ledamöter som tillhör det europeiska politiska partiet Europeiska gröna partiet (EGP). Även det regionalistiska partiet Europeiska fria alliansen (EFA) är associerat med gruppen. Sedan valet 2024 är G/EFA-gruppen den tredje minsta partigruppen i Europaparlamentet. 
Partigruppen bildades officiellt den 20 juli 1999 i dess nuvarande form. Dessförinnan hade det dock redan existerat både gröna och regionalistiska partigrupper i Europaparlamentet sedan slutet av 1970-talet och början av 1980-talet. G/EFA-gruppen har som regel varit starkt pro-europeisk, men samtidigt kritisk mot de styrande europeiska kommissionerna. Gruppen stödde inte valet av Ursula von der Leyen (EPP) som kommissionsordförande efter valet 2019. Efter valet 2024 ändrade gruppen dock uppfattning och stödde omvalet av von der Leyen som kommissionsordförande.
I G/EFA-gruppen ingår ledamöterna från svenska Miljöpartiet, finländska De Gröna och danska Socialistisk Folkeparti. Därutöver ingår även ledamöter från bland annat tyska Allians 90/De gröna, franska Europe Écologie och nederländska Grön vänster. Även vissa icke-gröna ledamöter ingår i gruppen från till exempel tjeckiska Piratpartiet och paneuropeiska Volt Europa.
Gruppledare är Bas Eickhout sedan den 19 juni 2024 och Terry Reintke sedan den 12 oktober 2022.

## Historia

### Ursprungligt bildande och ombildningar
| Gruppnamn                                  | Period                    |
| ------------------------------------------ | ------------------------- |
| Oberoendes tekniska grupp                  | 17 juli 1979–23 juli 1984 |
| Regnbågsgruppen                            | 24 juli 1984–24 juli 1989 |
| Regnbågsgruppen i Europaparlamentet        | 25 juli 1989–18 juli 1994 |
| Gruppen De gröna i Europaparlamentet       | 25 juli 1989–19 juli 1999 |
| Europeiska radikala alliansen              | 19 juli 1994–19 juli 1999 |
| Gruppen De gröna/Europeiska fria alliansen | 20 juli 1999–             |

G/EFA-gruppen har sina rötter i ”Regnbågsgruppen”, som bildades efter valet 1984. I valet gick de gröna partierna, som hade bildats under 1970-talet i flera europeiska länder, framåt; i Västtyskland erhöll de gröna partierna sju mandat, medan två mandat erhölls i både Belgien och Nederländerna. De gröna ledamöterna var emellertid inte tillräckligt många för att kunna skapa en egen partigrupp. Istället var de tvungna att gå samman med ledamöter från andra politiska partier för att skapa den heterogena gruppen ”Regnbågsgruppen”. I praktiken var denna grupp en fortsättning av ”Oberoendes tekniska grupp”, som hade bildats efter valet 1979 av en heterogen blandning av ledamöter.
I valet 1989 gick de gröna partierna kraftigt framåt. Allra störst stöd erhöll de brittiska gröna med sina 14,9 procent av rösterna. Trots detta fick de inga mandat på grund av det brittiska valsystemet med majoritetsval i enmansvalkretsar. De gröna ledamöterna i Europaparlamentet var ändå tillräckligt många för att kunna bilda en egen partigrupp, ”Gruppen De gröna i Europaparlamentet”. De övriga ledamöterna stannade kvar i ”Regnbågsgruppen i Europaparlamentet”. Den gröna gruppen införde ett system med medordförande, det vill säga två gruppledare som skulle representera båda könen.
Valet 1994 innebar både framgångar och motgångar för de gröna partierna. I Tyskland ökade de gröna kraftigt, medan samtliga mandat i Frankrike och Portugal förlorades. Nya ledamöter tillkom från Irland och Luxemburg, men den gröna gruppen minskade trots allt i antal mandat. Samtidigt ombildades ”Regnbågsgruppen i Europaparlamentet” till ”Europeiska radikala alliansen”. Under 1998 och 1999 spelade den gröna gruppen en central roll i vad som skulle sluta med kommissionen Santers avgång.

### Valet 1999 och bildandet av G/EFA-gruppen

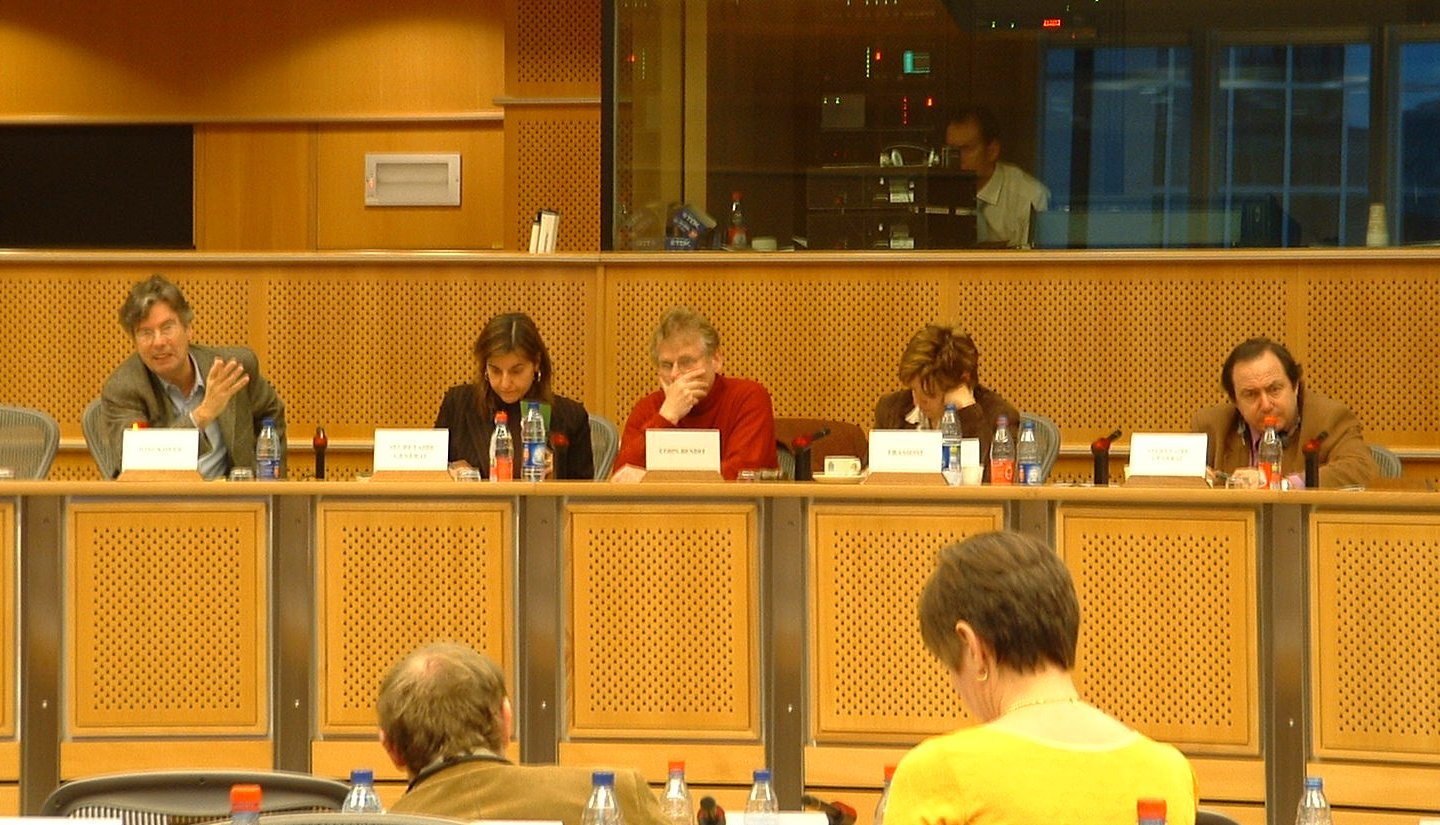
Ett gruppmöte i G/EFA-gruppen 2004.

I valet 1999 gick de gröna partierna åter framåt och nådde sitt dittills bästa valresultat med 38 ledamöter av Europaparlamentet. Efter valet ombildades ”Europeiska radikala alliansen” och ”Gruppen De gröna i Europaparlamentet” till en enda partigrupp, ”Gruppen De gröna/Europeiska fria alliansen”. Under 2002 valdes Daniel Cohn-Bendit och Monica Frassoni till gruppledare, vilket stärkte gruppens pro-europeiska inriktning ytterligare. Båda två hade blivit invalda för partier i andra medlemsstater än de där de var medborgare, vilket var symboliskt viktigt för gruppens transnationella idégrund.
Den 21 februari 2004 bildades Europeiska gröna partiet (EGP) för att förbereda genomförandet av en gemensam valrörelse inför valet 2004. I valet vann de gröna 34 mandat medan gruppen i sin helhet vann 42 mandat. Detta innebar en tillbakagång för gruppen och de gröna partierna misslyckades med att erhålla mandat i någon av de tio nya medlemsstater som hade anslutit sig den 1 maj 2004.

### Valet 2009 och ”En New Green Deal för Europa”
| Rebecca Harms och Daniel Cohn-Bendit var gruppledare för G/EFA-gruppen 2009–2014. |  | Rebecca Harms och Daniel Cohn-Bendit var gruppledare för G/EFA-gruppen 2009–2014. |
| Rebecca Harms och Daniel Cohn-Bendit var gruppledare för G/EFA-gruppen 2009–2014. |  |                                                                                   |

I mars 2009 antog Europeiska gröna partiet ett politiskt program, ”En New Green Deal för Europa”, inför valet 2009. I valrörelsen drev partiet en kampanj mot ett omval av kommissionsordförande José Manuel Barroso (EPP).
Framgångarna för de gröna partierna ledde till 46 mandat och tillsammans med Europeiska fria alliansen fick partigruppen totalt 55 mandat. De gröna partierna misslyckades dock igen med att vinna mandat i någon av de medlemsstater som hade anslutit sig till unionen under 2004 och 2007. G/EFA-gruppen var den enda av de fyra största partigrupperna som ökade i antal mandat men förblev den fjärde största partigruppen i Europaparlamentet.
Efter valet valdes Daniel Cohn-Bendit och Rebecca Harms till gruppledare. Trots gruppens framgångar misslyckades den med att förhindra omvalet av Barroso som kommissionsordförande. I likhet med kommissionen Barroso I återfanns inga gröna politiker i kommissionen Barroso II.

### Valen 2014 och 2019

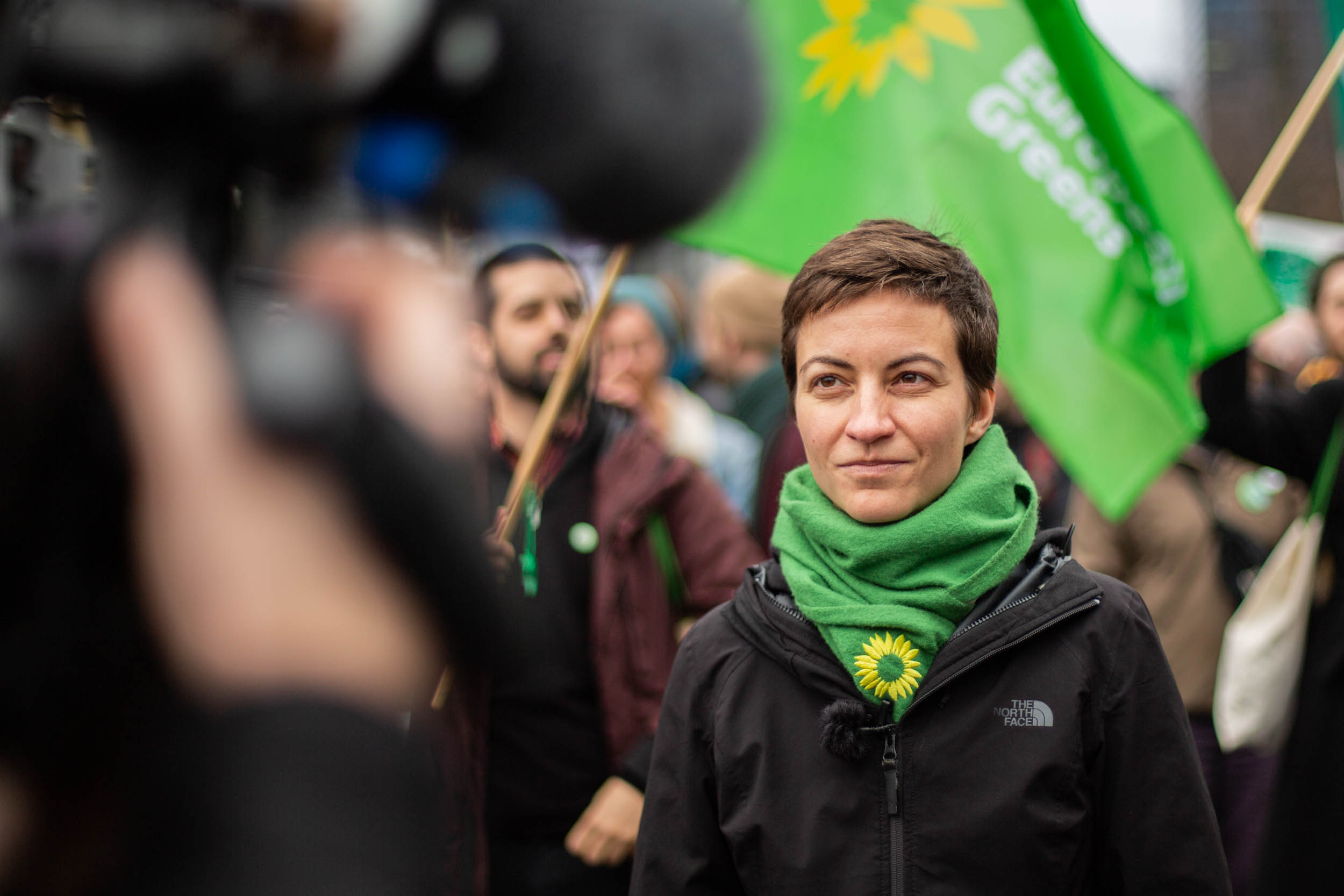
Ska Keller var gruppledare (tillsammans med Philippe Lamberts) 2016–2022.

Efter valet 2014 valdes Philippe Lamberts till ny gruppledare efter Cohn-Bendit tillsammans med Rebecca Harms. Gruppen motsatte sig tillsättandet av kommissionen Juncker under 2014. I december 2016 ersattes Rebecca Harms av Ska Keller som ny gruppledare. I valet 2019 ökade gruppen kraftigt i stöd och säkrade 74 mandat. Både Ska Keller och Philippe Lamberts valdes om som gruppledare för ytterligare en mandatperiod efter valet 2019. Ska Keller meddelade dock sin avgång som gruppledare den 14 september 2022. Hon ersattes av Terry Reintke.

### Valet 2024
I valet 2024 tappade gruppen cirka 20 mandat och blev den tredje minsta i parlamentet. Efter valet valdes Bas Eickhout till ny gruppledare efter Philippe Lamberts tillsammans med Terry Reintke. Gruppen stödde Ursula von der Leyen i hennes omval som kommissionsordförande.

## Parlamentariskt arbete
G/EFA-gruppen samlar ledamöter av Europaparlamentet som tillhör gröna och regionalistiska partier. Gruppens huvudmål är att bygga ett samhälle som respekterar grundläggande mänskliga rättigheter och miljörättvisa, öka friheten i arbetslivet, fördjupa demokratin genom ökad decentralisering och direktdemokrati samt bygga en europeisk union mellan fria folk baserat på subsidiaritetsprincipen och solidaritet. Gruppen är associerad med både Europeiska gröna partiet (EGP) och Europeiska fria alliansen (EFA).

## Sammansättning
| Val  | Historisk mandatfördelning | Nuvarande mandatfördelning         |
| ---- | -------------------------- | ---------------------------------- |
| 1979 | 11 av 410                  | Ledamöter tillhörande partigruppen |
| 1984 | 20 av 434                  | Ledamöter tillhörande partigruppen |
| 1989 | 43 av 518                  | Ledamöter tillhörande partigruppen |
| 1994 | 42 av 567                  | Ledamöter tillhörande partigruppen |
| 1999 | 47 av 626                  | Ledamöter tillhörande partigruppen |
| 2004 | 42 av 732                  | Ledamöter tillhörande partigruppen |
| 2009 | 55 av 736                  | Ledamöter tillhörande partigruppen |
| 2014 | 50 av 751                  | Ledamöter tillhörande partigruppen |
| 2019 | 74 av 751                  | Ledamöter tillhörande partigruppen |
| 2024 | 53 av 720                  | Ledamöter tillhörande partigruppen |

G/EFA-gruppen består av 53 ledamöter från 17 medlemsstater. De flesta av ledamöterna kommer från Väst- och Centraleuropa; stödet är betydligt lägre i Östeuropa. Gruppen är den tredje minsta i Europaparlamentet.
Gruppens ledamöter utser ett presidium bestående av nio ledamöter; två gruppledare och sju vice gruppledare. G/EFA-gruppen har två gruppledare eftersom gruppen anser att detta garanterar en balans mellan båda könen. Gruppens stadgar föreskriver att minst hälften av gruppledarna och de vice gruppledarna ska vara kvinnor.
Den första vice gruppledaren tillhör alltid Europeiska fria alliansen. I presidiet ingår även gruppens generalsekreterare och vice generalsekreterare. Gruppens vice talmän i Europaparlamentet deltar också i presidiets arbete.
Inom gruppen utses även samordnare för de olika utskotten i parlamentet. Varje samordnare ansvarar för att samordna gruppens arbete i utskottet.

### Parlamentsledamöter
| Medlemsstat   | Nationellt parti                    |  | Europeiskt parti | Mandat |
| ------------- | ----------------------------------- |  | ---------------- | ------ |
| Belgien       | Ecolo                               |  | EGP              | 1      |
| Belgien       | Grön                                |  | EGP              | 1      |
| Danmark       | Socialistisk Folkeparti             |  | EGP              | 3      |
| Finland       | De Gröna                            |  | EGP              | 2      |
| Frankrike     | Europe Écologie                     |  | EGP              | 5      |
| Italien       | Europa Verde                        |  | EGP              | 3      |
| Kroatien      | Možemo! – politička platforma       |  | EGP              | 1      |
| Lettland      | De progressiva                      |  | EGP              | 1      |
| Litauen       | Demokratų sąjunga „Vardan Lietuvos“ |  | EGP              | 1      |
| Luxemburg     | Déi Gréng                           |  | EGP              | 1      |
| Nederländerna | Grön vänster                        |  | EGP              | 4      |
| Nederländerna | Volt Europa                         |  | –                | 2      |
| Rumänien      | Partilös ledamot                    |  | –                | 1      |
| Slovenien     | Vesna                               |  | EGP              | 1      |
| Spanien       | Bloque Nacionalista Galego          |  | EFA              | 1      |
| Spanien       | Compromís                           |  | EFA              | 1      |
| Spanien       | Esquerra Republicana de Catalunya   |  | EFA              | 1      |
| Spanien       | Movimiento Sumar                    |  | –                | 1      |
| Sverige       | Miljöpartiet                        |  | EGP              | 3      |
| Tjeckien      | Piratpartiet                        |  | –                | 2      |
| Tyskland      | Allians 90/De gröna                 |  | EGP              | 12     |
| Tyskland      | Volt Europa                         |  | –                | 3      |
| Österrike     | De gröna                            |  | EGP              | 2      |